# Andranovondronina
Andranovondronina är en ort i Madagaskar. Den ligger i den norra delen av landet, 800 km norr om huvudstaden Antananarivo. Andranovondronina ligger 48 meter över havet och antalet invånare är 2 372.
Terrängen runt Andranovondronina är platt. Runt Andranovondronina är det mycket glesbefolkat, med 3 invånare per kvadratkilometer. Det finns inga andra samhällen i närheten. Omgivningarna runt Andranovondronina är en mosaik av jordbruksmark och naturlig växtlighet.